# Torino Challenger
Il Torino Challenger (ufficialmente Piemonte Open Intesa Sanpaolo per ragioni di sponsor) è un torneo professionistico di tennis, fondato nel 2022. Fa parte dell'ATP Challenger Tour e si gioca annualmente sui campi del Circolo della Stampa - Sporting di Torino.

## Albo d'oro

### Singolare
| Anno | Campione          | Finalista       | Punteggio        |
| ---- | ----------------- | --------------- | ---------------- |
| 2022 | Mats Moraing      | Quentin Halys   | 7–6(11), 6–3     |
| 2023 | Dominik Koepfer   | Federico Gaio   | 6(5)–7, 6–2, 6–0 |
| 2024 | Francesco Passaro | Lorenzo Musetti | 6–3, 7–5         |
| 2025 | Aleksandr Bublik  | Bu Yunchaokete  | 6–3, 6–3         |

### Doppio
| Anno | Campioni                      | Finalisti                    | Punteggio              |
| ---- | ----------------------------- | ---------------------------- | ---------------------- |
| 2022 | Ruben Bemelmans Daniel Masur  | Sander Arends David Pel      | 3–6, 6–3, [10–8]       |
| 2023 | Andrej Golubev Denys Molčanov | Nathaniel Lammons John Peers | 7–6(4), 6(6)–7, [10–5] |
| 2024 | Harri Heliövaara Henry Patten | Andreas Mies Neal Skupski    | 6–3, 6–3               |
| 2025 | Ariel Behar Joran Vliegen     | Robin Haase Hendrik Jebens   | 6–2, 6–4               |